# غييرمو كانو إيساسا
غييرمو كانو إيساسا (بالإسبانية: Guillermo Cano Isaza) (من 12 أغسطس 1925 – 17 ديسمبر 1986) صحفي كولومبي، رئيس تحرير جريدة الإسبكتادور اليومية، اغتيل في مكتبه من قبل قاتلين مأجورين اثنين مرتبطين بمافيا المخدرات الكولومبية. يفترض أن الاغتيال كان انتقاماً على حملة أطلقها غييرمو كانو في جريدته يشجب فيها تأثير مهربي المخدرات على سياسة الدولة. تم تدمير مبنى الجريدة في هجوم بالقنابل بعد ثلاث سنوات أخرى.
أسست اليونسكو في سنة 1997 جائزة تحمل اسمه، هي جائزة اليونسكو/غييرمو كانو العالمية لحرية الصحافة، وتمنح سنوياً لشخص أو مؤسسة على عمل بارز في حماية حرية الصحافة أو تعزيزها.